# Oyón
Oyón (cooficialmente en euskera: Oion) es un municipio español de la cuadrilla de Rioja Alavesa, en la provincia de Álava, en la comunidad autónoma del País Vasco. En 2019 tenía un total de 3386 habitantes. Forma parte del Área metropolitana de Logroño, cuya ciudad dista 3 kilómetros.

## Geografía

### Organización territorial

#### Concejos
- Barriobusto (oficialmente Barriobusto/Gorrebusto)
- Labraza

### Localidad
- Oyón (oficialmente Oyón/Oion), capital del municipio.

## Historia
En la historia de Oyón hay que destacar una serie de hechos importantes que están representados en el escudo heráldico de la villa.
Son los siguientes:
- La larguísima permanencia de Oyón, en el viejo reino de Navarra como aldea dependiente de la villa de Laguardia, (923-1461). Aparece en 1366 como aldea dependiente de Laguardia, a cuya hermandad perteneció, en el apeo que se realizó en ese año de los pueblos de Navarra.
- La aún más larga dependencia de Oyón del Obispado de Pamplona -o de Nájera- (923-1862).
- En 1461 Enrique IV de Castilla conquista la sonsierra de Navarra (actual Rioja alavesa), el pueblo tenía casa fuerte, pero las defensas históricas se dieron en la fortaleza de Laguardia. Fue una comarca decisiva, pues 50 años después se produjo la incorporación definitiva de Navarra en 1512.
- La unión de Oyón como parte del Ayuntamiento de Laguardia a la Hermandad de Álava en 1486, 23-25 años después de la conquista de Oyón por parte de Castilla.
- En 1633, gracias a un privilegio real de Felipe IV, se independiza de Laguardia y se convierte en Villa.
- El haber sido un hito importante en el primer itinerario del Camino de Santiago, al menos hasta el año 1095.
- Por resolución del 20 de enero de 1992 del Gobierno Vasco, la villa pasa a denominarse oficialmente Oyón-Oion.

## Demografía
Oyón cuenta con una población de 3413 habitantes (INE 2024).
| Gráfica de evolución demográfica de Oyón entre 1842 y 2021 |
| |
| Población de derecho según los censos de población del INE Población de hecho según los censos de población del INEEn 1977 crece el término del municipio porque incorpora a Barriobusto y Labraza |

## Símbolos
El escudo heráldico que representa al municipio fue aprobado oficialmente el 25 de septiembre de 1992 con el siguiente blasón:

«Escudo: en campo de sinople (verde), en jefe un globo del mundo de oro con una banda de plata que lo contornea, con la inscripción PHILIPUS IV, y coronado por una corona real; saliendo de su costado izquierdo un brazo armado de plata empuñando una espada; en punta un jarro de azucenas de plata; acompañado todo por dos veneras de plata una a cada costado; orla: una cadena de oro en campo de gules (rojo); timbre: una corona real.»
Boletín Oficial del País Vasco n.º 207 de 23 de octubre de 1992

## Administración y política
| Periodo   | Nombre                            | Partido | Partido                                                      |
| --------- | --------------------------------- | ------- | ------------------------------------------------------------ |
| 1979-1983 | Antonio Santander Ruiz de Esquide |         | Unión de Centro Democrático (UCD)                            |
| 1983-1984 | Francisco Fernández Sarabia       |         | Euzko Alderdi Jeltzalea-Partido Nacionalista Vasco (EAJ-PNV) |
| 1984-1987 | Ricardo Andollu Maestu            |         | Euzko Alderdi Jeltzalea-Partido Nacionalista Vasco (EAJ-PNV) |
| 1987-1991 | Ángel Martínez Duque              |         | Euzko Alderdi Jeltzalea-Partido Nacionalista Vasco (EAJ-PNV) |
| 1991-1993 | Juan José Zabala Echazarreta      |         | Euzko Alderdi Jeltzalea-Partido Nacionalista Vasco (EAJ-PNV) |
| 1993-2003 | Alberto Ortega Melón              |         | Euzko Alderdi Jeltzalea-Partido Nacionalista Vasco (EAJ-PNV) |
| 2003-2007 | Julián Antonio Irribarria Cabredo |         | Euzko Alderdi Jeltzalea-Partido Nacionalista Vasco (EAJ-PNV) |
| 2007-2011 | Alberto Ortega Melón              |         | Euzko Alderdi Jeltzalea-Partido Nacionalista Vasco (EAJ-PNV) |
| 2011-2015 | Rubén Garrido Remírez             |         | Partido Popular del País Vasco (PP)                          |
| 2015-2023 | José Eduardo Terroba Cabezón      |         | Euzko Alderdi Jeltzalea-Partido Nacionalista Vasco (EAJ-PNV) |
| 2023-act. | José Manuel Villanueva Gutiérrez  |         | Euskal Herria Bildu (EH Bildu)                               |

| Partido político                                              | 2015   | 2015       | 2011   | 2011       | 2007   | 2007       | 2003        | 2003        | 1999    | 1999       | 1995   | 1995       | 1991  | 1991       |
| Partido político                                              | %      | Concejales | %      | Concejales | %      | Concejales | %           | Concejales  | %       | Concejales | %      | Concejales | %     | Concejales |
| Partido Popular del País Vasco (PP)                           | 35,27  | 4          | 41,72  | 5          | 25,95  | 3          | 34,69       | 4           | 25,84   | 3          | 23,10  | 3          | 23,06 | 3          |
| Euzko Alderdi Jeltzalea-Partido Nacionalista Vasco (EAJ-PNV)  | 33,98  | 4          | 30,11  | 3          | 49,89  | 6          | 42,74       | 5           | 43,87   | 6          | 35,12  | 5          | 33,11 | 4          |
| Euskal Herria Bildu (EH Bildu)-Bildu                          | 15,68  | 2          | 15,31  | 2          | —      | —          | —           | —           | —       | —          | —      | —          | —     | —          |
| Partido Socialista de Euskadi-Euskadiko Ezkerra (PSE-EE PSOE) | 8,79   | 1          | 10,04  | 1          | 19,93  | 2          | 17,83       | 2           | 11,17   | 1          | 12,45  | 1          | 15,06 | 2          |
| Gure Herriak Oion Labraza Gorrebusto (GUM)                    | 4,64   | 0          | —      | —          | —      | —          | —           | —           | —       | —          | —      | —          | —     | —          |
| Aralar                                                        | —      | —          | 1,38   | 0          | —      | —          | —           | —           | —       | —          | —      | —          | —     | —          |
| Ezker Batua-Berdeak (EB-B)                                    | —      | —          | —      | —          | 3,30   | 0          | 3,37        | 0           | 6,72    | 0          | 10,64  | 1          | —     | —          |
| Unidad Alavesa (UA)                                           | —      | —          | —      | —          | —      | —          | 0,69        | 0           | 3,14    | 0          | 5,36   | 0          | 5,87  | 0          |
| Euskal Herritarrok (EH)-Herri Batasuna (HB)                   | —      | —          | —      | —          | —      | —          | Ilegalizado | Ilegalizado | 8,47    | 1          | 8,04   | 1          | 11,49 | 1          |
| Eusko Alkartasuna (EA)                                        | —      | —          | —      | —          | —      | —          | Con PNV     | Con PNV     | Con PNV | Con PNV    | 4,56   | 0          | 8,09  | 1          |
| Euskadiko Ezkerra (EE)                                        | PSE-EE | PSE-EE     | PSE-EE | PSE-EE     | PSE-EE | PSE-EE     | PSE-EE      | PSE-EE      | PSE-EE  | PSE-EE     | PSE-EE | PSE-EE     | 2,13  | 0          |

## Cultura

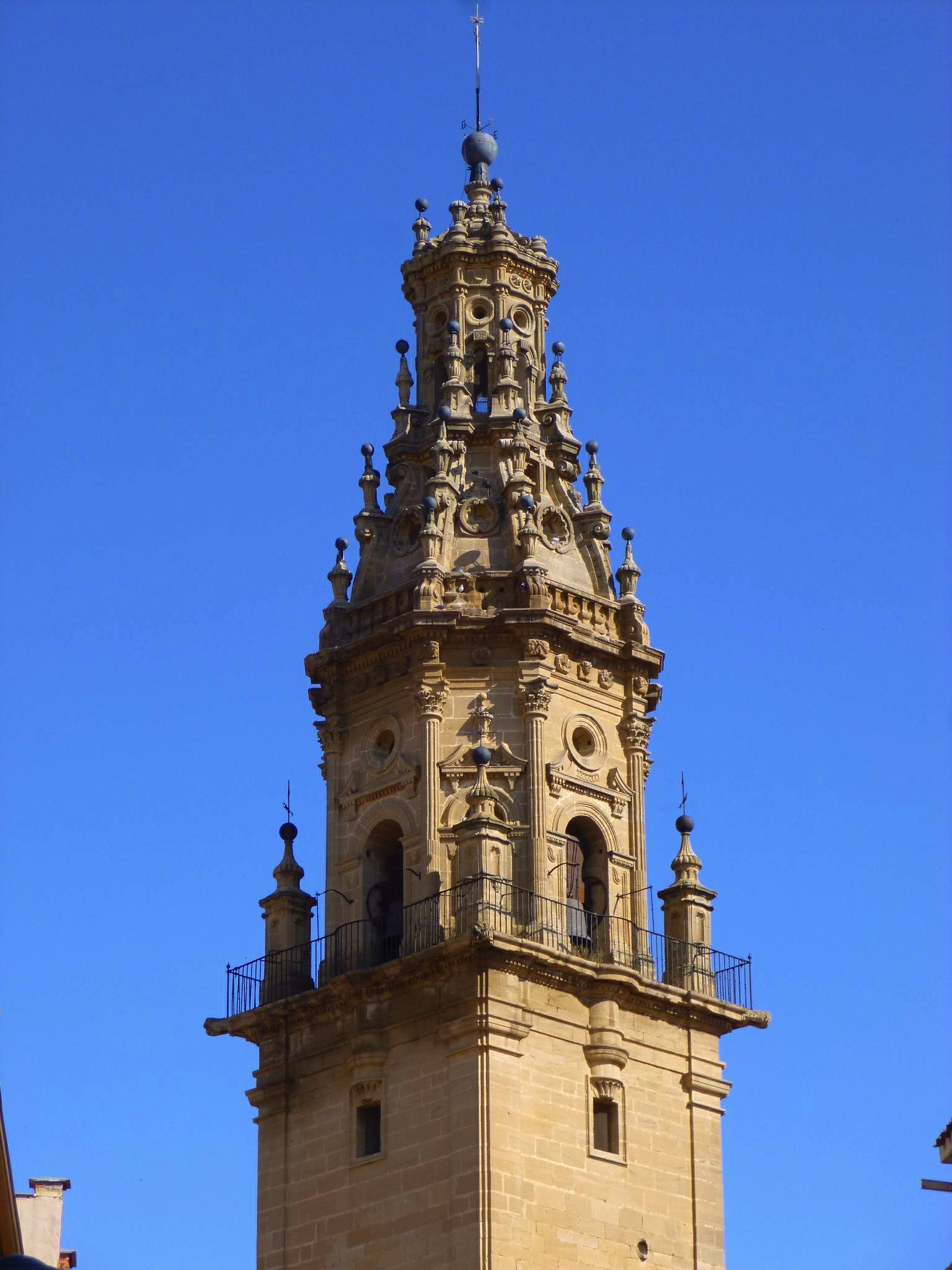
Iglesia de Santa María de la Asunción. La torre es conocida como La Giralda por la veleta que la corona

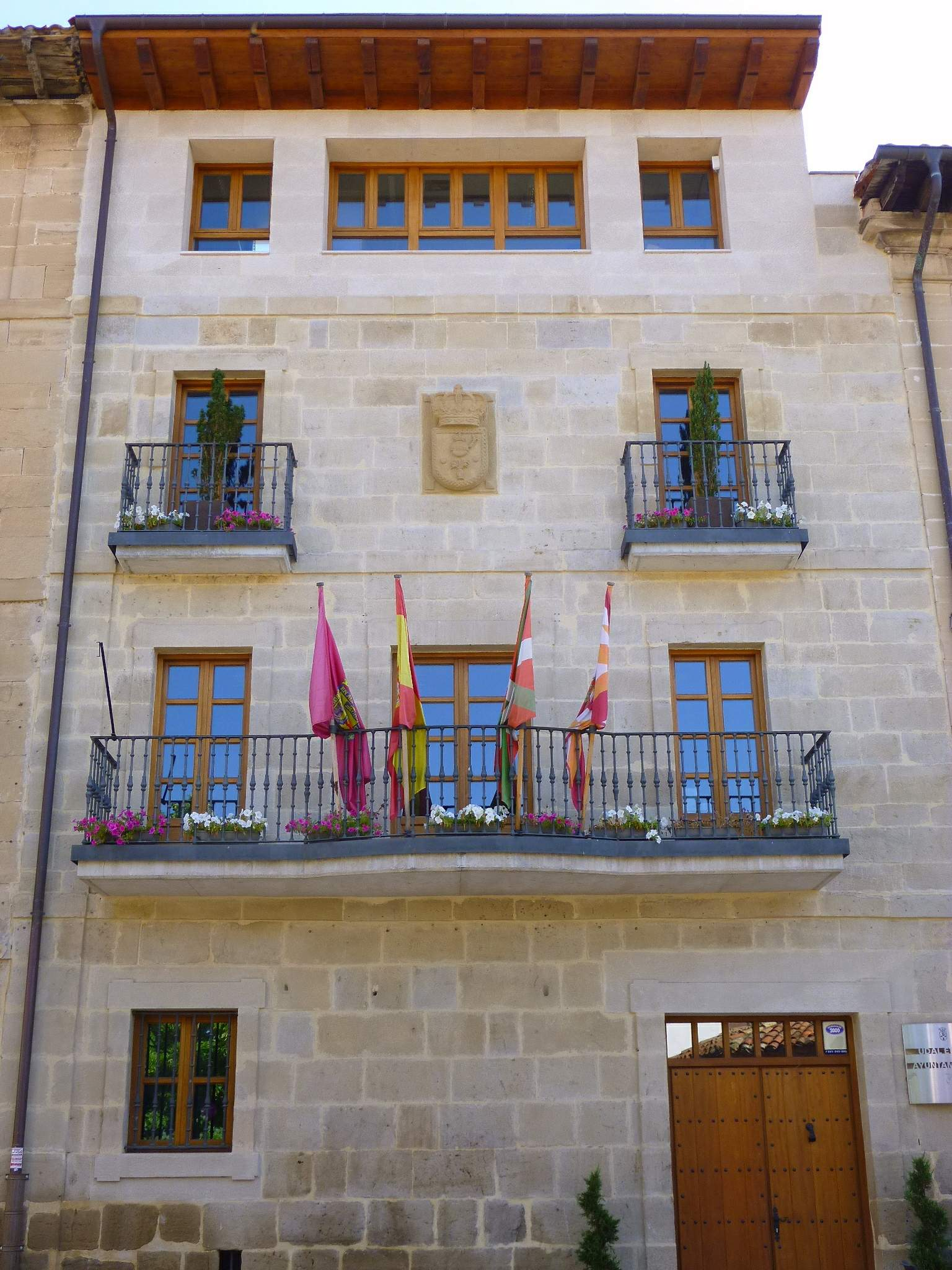
Casa consistorial de Oyón

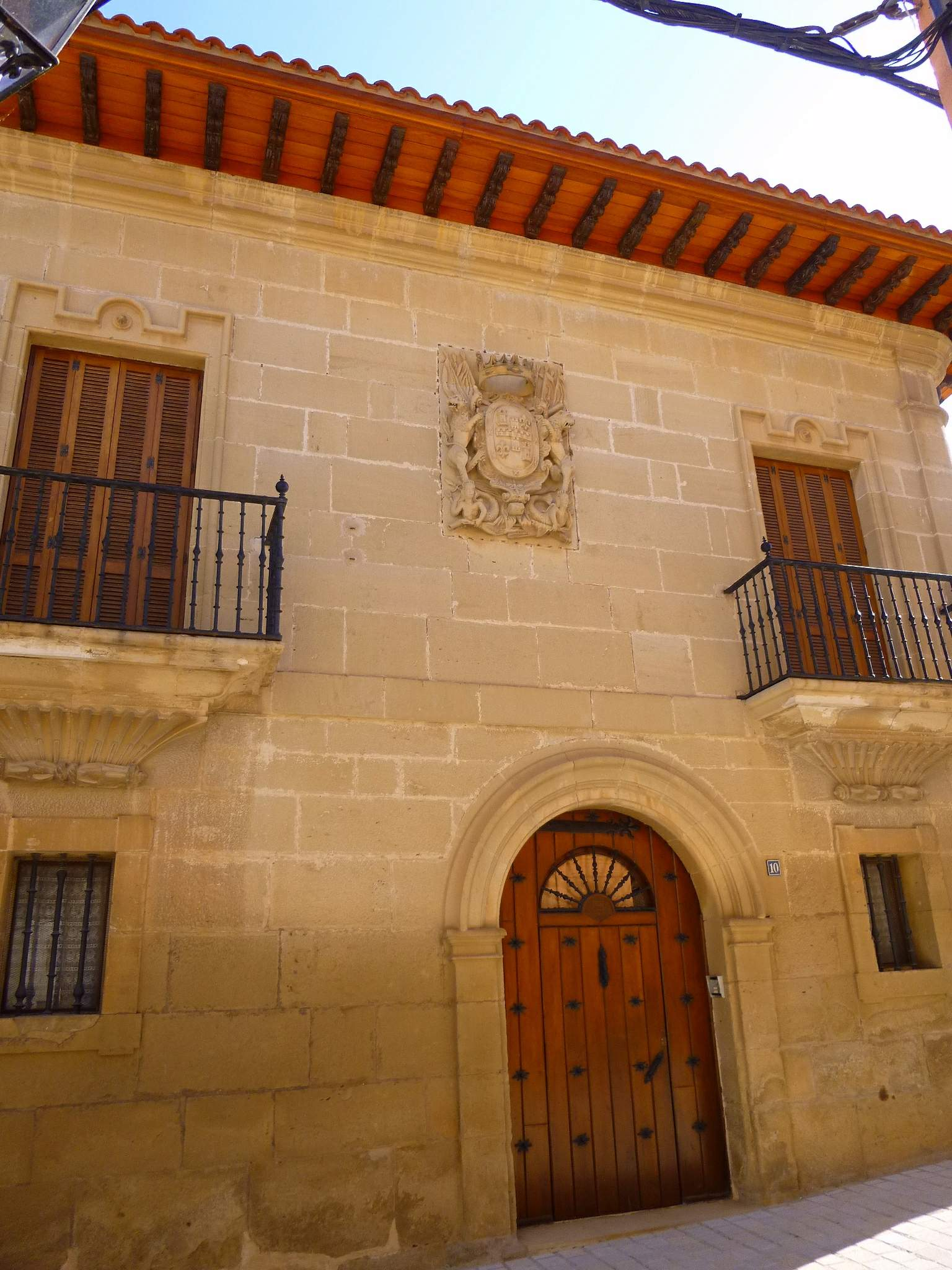
Palacio de los Condes de Bureta

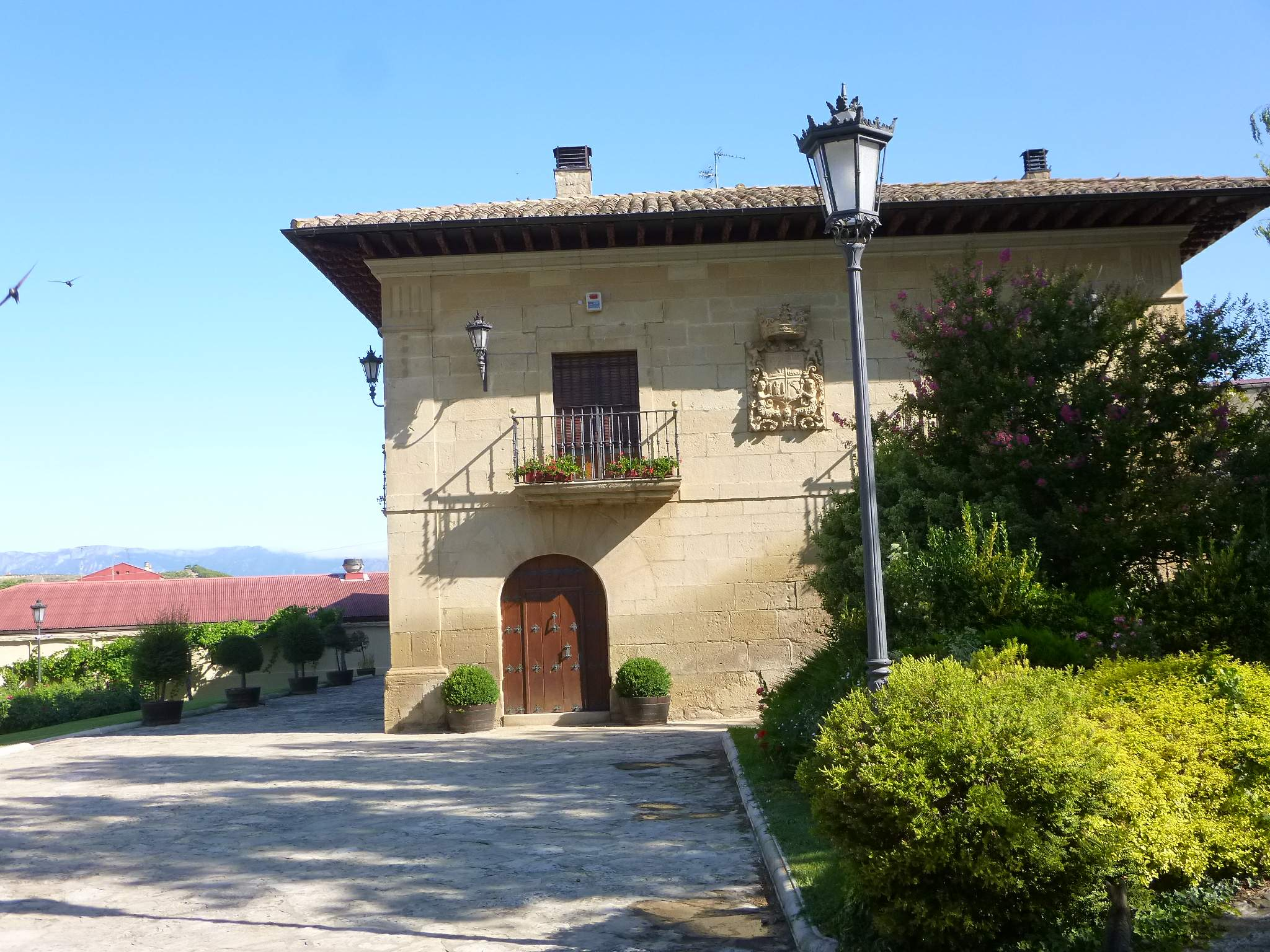
Palacio del Marqués del Puerto

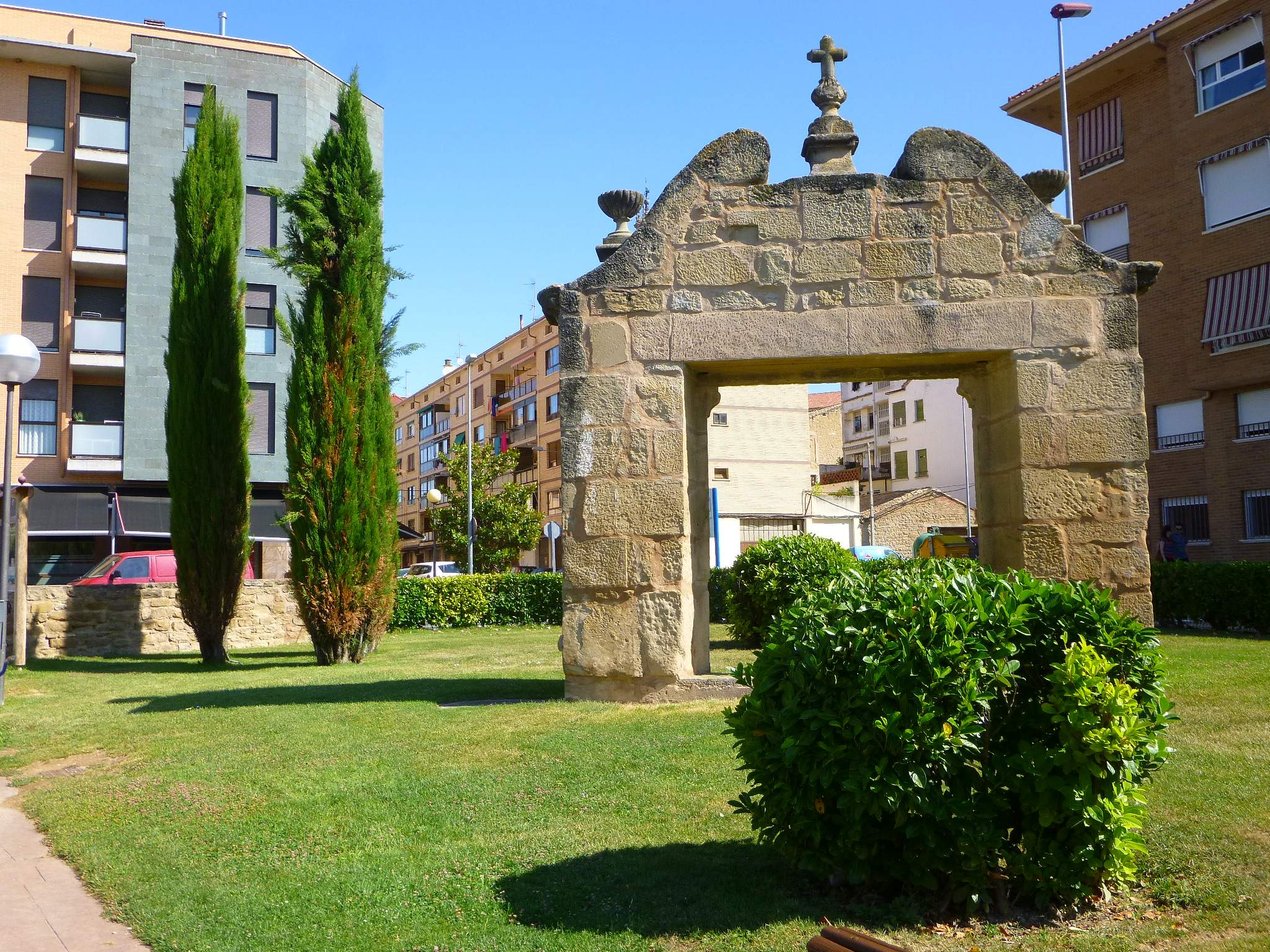
Parque Arroyo Grande

### Patrimonio
- Iglesia de Santa María de la Asunción: Templo en sillería construido en estilo barroco durante el siglo XVIII (1744-1748), sobre otra anterior de los últimos años del siglo XV o principios del XVI en las postrimerías del gótico, construcción de la que quedan pocos restos. La portada gótico-renacentista isabelina del siglo XV-XVI, de finos trabajos en arco polilobulado. El coro es plateresco, del siglo XVI. El ábside es semicircular, dividido en cuatro tramos por los contrafuertes. El retablo mayor renacentista con avances del barroco, de muy buena factura. La torre, barroca, está considerada como la más esbelta y bien trazada de la Rioja Alavesa. Se le conoce como la Giralda, nombre que toma de la veleta que la corona (figura de hilandera con su rueda y su rueca).
- Órgano: El órgano se inauguró el 29 de abril de 1995, ha sido diseñado por José Antonio Santos de la Iglesia, es el órgano más moderno que existe en Álava. Destaca por tener unas características muy especiales como es la «peculiar proyección sonora al espacio» que emana el instrumento, debido a que cada uno de sus elementos es un cuerpo diferente. Sigue el estilo denominado Nórdico (del Norte de Europa) que imperaba en la Alemania Septentrional a finales del s. XVII, influenciado por las características de los órganos alemanes, cuenta con pedales.
- Ermita de la Virgen de las Viñas: Se encuentra en el monte y parque de Santa María. Es una construcción moderna, de 1993.
- Palacio de los condes de Bureta: Sobresale con torre de ladrillo y cuatro arcos cegados en cada lado (propiedad particular).
- Palacio del marqués del Puerto: Junto a la iglesia, el soberbio palacio con blasones y leyenda (propiedad particular).

### Fiestas y tradiciones
- La Aurora de Reyes: el 6 de enero, Día de Reyes los jóvenes del pueblo salen de madrugada a cantar por las calles del pueblo unos cantos de inspiración religiosa llamados auroras. Se reúnen a las 4 h de la madrugada y cantan en las esquinas en que antiguamente se publicaban los bandos municipales. La letra y la música de cada aurora se utilizan sólo una vez.
- Las Fiestas Patronales de Oyón se celebran los días 21 y 22 de enero (San Vicente y San Anastasio). Existen numerosos actos y tradiciones durante estas fiestas (Katxi, hogueras, aurora, danza, torillo de fuego).
  - Revolcón del Katxi: El Katxi o Cachi es el personaje central de estas fiestas. De origen desconocido, es una suerte de bufón con traje de fieltro de grandes rayas rojas y verdes, que está tocado con un gorro de igual tela y lleva colgada una piel de zorro.[6] Existen menciones escritas de finales del siglo XVII, que lo mencionan como Bobo. Recorre el pueblo, delante de la banda de música tanto los días 21 como el 22 y ejecuta varias veces una danza revolcándose por el suelo debajo de la bandera municipal, al son de una música tradicional.[7]
  - Hogueras o Marchos: esta tradición se remonta a las hogueras que se prendían por las calles de la localidad para alumbrarlas durante la noche. El día 21, víspera de los en la plaza de Oyón.
  - Aurora de los Patronos: el día 22 a las 4h se celebra la aurora. Al igual del Día de Reyes los auroros salen de madrugada a cantar, esta vez en honor de los patronos. A diferencia del día 6, en la Aurora de los Patronos participan los mayores en vez de los jóvenes.
  - La danza de los santos patronos: después de la misa del día 22 se celebra una procesión de los santos. Once dantzaris, dispuestos en dos filas de cinco, con el capitán director, ejecutan la danza al son de la gaita y tambor (circunstancialmente, clarinete y caja) y tañendo las castañuelas. Dos son las versiones y ambas se alternan en los cuatro puntos equidistantes de la procesión: en una de ellas, compuesta de cuatro partes, los dantzaris alternan cruces, cadenas y vueltas en el aire, para ofrecer una bonita, vistosa y complicada danza. En la otra, que es semejante a la primera parte de la anterior, se danza avanzando de espaldas al sentido de la marcha, y de frente a los Santos Patronos.
  - Torillo de fuego: Durante la procesión, en una rueda de fuegos artificiales, se representa lo acontecido un 22 de enero de año desconocido. «Hace muchos años el día de San Vicente y San Anastasio, mientras se celebraba la procesión de los Santos Patronos, se escapó de los corrales una de las reses que se iban a lidiar en el festejo de la tarde. Ante la presencia del animal, los oyoneses que participaban en la procesión se mantuvieron estáticos, encomendándose a sus Patronos y el animal lejos de arremeter contra ellos se cayó desplomado ante ellos sin que nadie sufriera daño alguno». Como recuerdo de este suceso, se incluye en la procesión la quema del torillo que comprende una girándula de fuegos artificiales colocada en un mástil situado en la plaza dedicada a San Vicente y San Anastasio. Rueda de fuegos de artificio sobre el que se coloca un toro y un paisano.
  - Gigantes y Cabezudos: Gigantes: -Pareja de Rey y Reina que representan el Reino de Navarra al que Oyón perteneció. -Pareja de Hombre y Mujer regionales Vascos. Cabezudos: -Demonio, Navarrico, Aldeano y Aldeana. Esta cuadrilla hace las delicias de pequeños y mayores con sus pasacalles y bailes al son de la charanga o gaiteros en las fiestas patronales de San Vicente y San Anastasio, donde acompañan a la procesión, en San Prudencio (28 de abril) y Fiestas de Acción de Gracias (agosto).
- Domingo de Resurrección. (acto: quema del judas).
- El día de San Prudencio, patrón de Álava, se celebra una tamborrada.
- Las Fiestas de Acción de Gracias son las fiestas de verano y se celebran desde 1948. Desde 1979 las fiestas se inician el miércoles anterior al último domingo de agosto con la Bajada del Katxi, inspirada en el Celedón y se cierran el fin de semana con la subida del muñeco. Entre las actividades de las fiestas hay encierros, degustaciones, carrera ciclista, verbenas, gigantes y cabezudos, toro de fuego, etc.

### Gastronomía
- Comidas: sopas de ajo y de chorizo, patatas con chorizo o a la riojana; menestra de verduras, rancho (Labraza), migas a la sartén, sartenada (Oyón), chuletas al sarmiento, asado de cordero.
- Dulces: tortas sobadas, almendras garrapiñadas, torrijas, buñuelos, cosquillas, arroz con leche, compota de higos secos, tarta del Katxi (Oyón).
- Bebidas: arrope, tostadillo (Oyón), zurracapote, vinos, cava.